# Igor Vieru
Igor Vieru (n. 23 decembrie 1923, Cernoleuca, Regatul României – d. 24 mai 1988, URSS) aparține generației de mijloc ai pictorilor moldoveni, care punea bazele unor tendințe noi, moderne în pictura moldovenească, adică o viziune artistică asupra lumii, corespunzătoare realității contemporane. Aceste principii noi de creație ale pictorului se trag din împletirea organică a realului cu poezia, pictura tradițiională fiind privită dintr-un unghi care nu-l împiedică a o înțelege pe plan superior de revalorificare.
Receptiv la tot ce e legat de plaiul natal, Igor Vieru a devenit un rapsod al plaiului și al vieții țăranului moldovean. Impunându-se publicului iubitor de artă mai ales prin tablourile cu temă rustică, Vieru a executat lucrări cu factură plastică, trecute prin filiera imaginativă a unui artist experimentat și de o înaltă tensiune creatoare. În ultimele sale opere se face tot mai pronunțat elementul metaforic, care îi lărgește spațiul artistic. Operele sale sunt o fuziune a artei grafice, a picturii și a scenografiei care îi influențează tot mai mult pictura, imprimându-i o înfățișare aparte.
Vieru tindea spre o manieră de creație în care culoarea vine să transmită tot mai clar și mai pregnant întreaga complexitate a noilor valori spirituale și intelectuale ale contemporanului moldovean. El nu avea un gen preferat, ci le explora pe toate câte puțin.

## Biografie
Igor Vieru s-a născut la 23 decembrie 1923 în satul Cernoleuca,Republica Moldova. Tatăl lui a fost Dumitru Vieru, care, pe lângă alte ocupații, avea o anumită înclinație către pictură. Împreună cu mama viitorului pictor, Ana Vieru, el dorea foarte mult să-și dea copiii la școală.
După absolvirea școlii primare locale, Igor Vieru trece la gimnaziul din satul vecin, Climăuți, dar din cauza crizei materiale prin care trecea familia, el este transferat într-o școală mai depărtată de satul natal. Aici el își urmează studiile, exersând în permanență pictura și studiind istoria artelor.
În 1944 Igor Vieru se întoarce în locurile sale de baștină și lucrează un timp învățător la Horodiște. Încă de pe atunci Vieru se manifestă drept un entuziast și pasionat educator al gustului estetic la elevi. Face primii pași spre creația sa artistică executând o galerie de picturi mici pe sticlă, asemenea diapozitivelor. Acestea reprezentau diferite imagini cu tematică foarte variată, care ilustrau lecțiile petrecute la școală și contribuiau la dezvoltarea imaginației și gustului copiilor. Dorința de a deveni plastician l-a făcut însă să abandoneze meseria de învățător și să uite de acele miniaturi.
Pentru întregirea studiilor în artă, în 1946 Igor Vieru se înscrie direct în anul III la Școala de Arte Plastice din Chișinău la facultatea pictură. După absolvirea ei în 1949, devine profesor de desen la Școala Pedagogică din Călărași ca după doi ani să revină la Cernoleuca, unde va preda limba franceză.

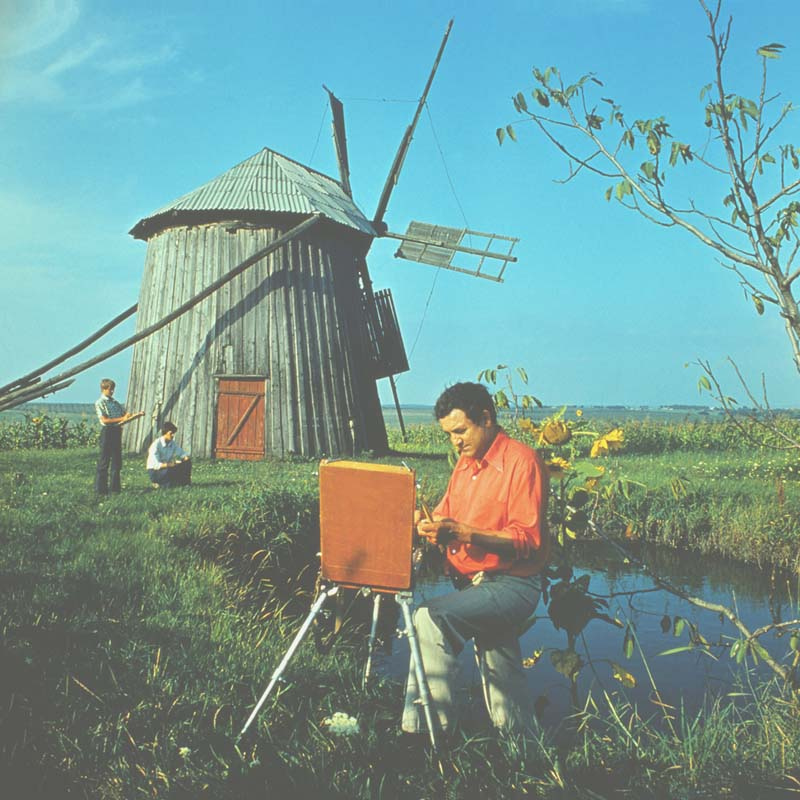
În anii 1980

În 1953, Igor Vieru participă la expoziția republicană cu pânza Ion Creangă ascultând poveștile lui moș Bodrângă, care îl atestă ca pictor stăpân pe mijloacele de expresie. Datorită acestui tablou, este primit după patru ani în rândurile membrilor Uniunii artiștilor plastici din URSS.
Din 1957 Igor Vieru se stabilește la Chișinău, unde lucrează un timp la revista Chipăruș. Ceva mai târziu este numit director al Muzeului de Arte Plastice din Chișinău, iar mai apoi expert al comisiei de atestare a lucrărilor de artă pentru expozițiile din cadrul Ministerului Culturii al RSSM.
În 1963, datorită activității fructuoase în domeniul artelor plastice, pictorului Igor Vieru i se conferă titlul de maestru emerit în artă din RSSM.
Deținând diferite funcții, Igor Vieru colaborează activ cu editurile chișinăuene, participă la toate expozițiile republicane, precum și la cele unionale și de peste hotare, își împărtășește cunoștințele sale în ale compoziției și culorilor elevilor de la Școala de Arte Plastice „I. E. Repin” și pregătește o promoție la Școala Medie-Internat Republicană de Pictură.
A decedat la 24 mai 1988 și este înmormântat în localitatea natală.